# Meurtres de femmes de Ciudad Juárez
 (août 2012).
Si vous disposez d'ouvrages ou d'articles de référence ou si vous connaissez des sites web de qualité traitant du thème abordé ici, merci de compléter l'article en donnant les références utiles à sa vérifiabilité et en les liant à la section « Notes et références ».

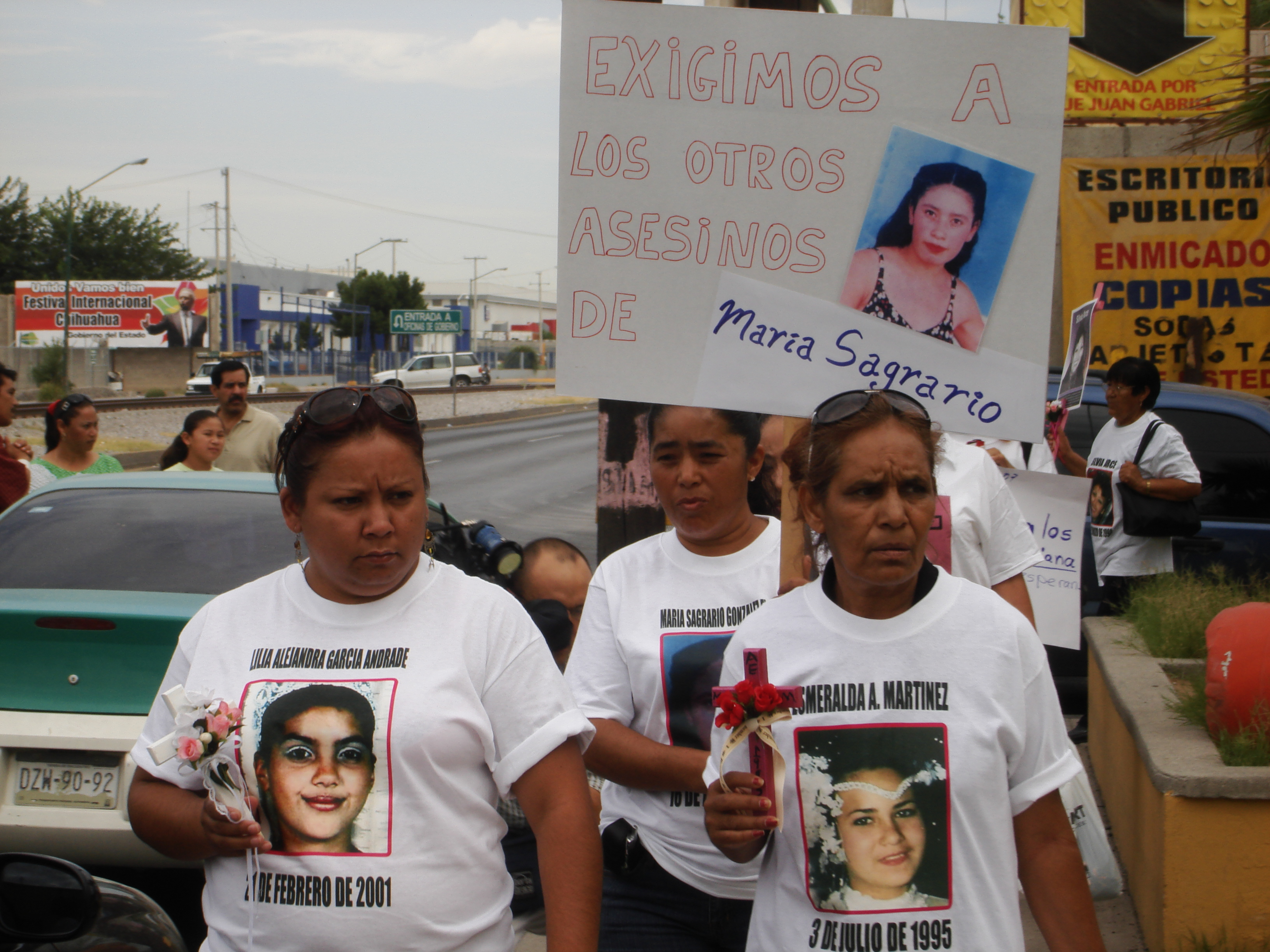
Manifestation de proches des femmes assassinées, en 2007.

Les meurtres de femmes de Ciudad Juárez désignent une série d'assassinats commis depuis 1993 dans la ville frontière de Ciudad Juárez au nord du Mexique. Beaucoup de ces meurtres n'ont jamais été élucidés.
Selon Amnesty International, plus de 1 653 cadavres ont été trouvés jusqu'en juin 2008 et plus de 2 000 femmes sont considérées comme disparues. Selon d'autres sources le nombre des disparues serait supérieur à 2 500. La plupart des victimes étaient âgées de 13 à 25 ans au moment des faits ; elles travaillaient dans les maquiladoras de groupes internationaux, qui ont été construits à proximité de la frontière. Pour 137 victimes, des abus sexuels ont été constatés. De plus, 175 cadavres n'ont pas pu être identifiés car ils étaient trop mutilés. En novembre 2005, le porte-parole mexicain des droits de l'homme Jose Luis Soberanes a déclaré que 28 femmes avaient été assassinées dans l'année en cours et que la ville était la "honte du pays". Le 17 décembre 2009, la Cour interaméricaine des droits de l'homme a condamné l'État du Mexique pour avoir manqué à ses devoirs, en relation avec trois meurtres commis à Ciudad Juárez.

## Critiques ouvertes des autorités publiques
La série de meurtres dure depuis janvier 1993 (du moins c'est à partir de cette date qu'on a commencé le décompte des victimes) et n'a jamais été stoppée. Pour cette raison, un doute très sérieux plane sur les capacités des enquêteurs, doute relayé dans le pays mais aussi hors des frontières mexicaines. On reproche ainsi aux autorités la corruption, l'incompétence, et même l'intimidation de témoins. Un point particulièrement important est qu'après avoir fait intervenir le FBI pour réaliser une enquête poussée, elles en auraient sciemment ignoré les conclusions. Ainsi, malgré des emprisonnements multiples, la série ne s'est pas arrêtée. Ceci n'a pas empêché les autorités de nier purement et simplement son existence même. La position officielle du parquet (rendue publique dans un rapport) est que 60 % des meurtres sont le fait de conflits intrafamiliaux. Selon la médiatrice Patricia Gonzalez, plus de 30 % des meurtres seraient liés aux milieux de la drogue et de la prostitution.
Les proches des victimes témoignent que les autorités ne les prennent pas au sérieux et qu'ils n'obtiennent que des renseignements parcellaires si ce n'est des faux à leurs requêtes. Le gouvernement mexicain se soucierait peu de ces disparitions, et préfèrerait s'occuper du trafic de drogue à destination des États-Unis.
En février 2002, l'avocat Mario Escobedo Anaya, qui défendait le prévenu Gustavo Gonzalez Meza, est abattu par des policiers. Ceux-ci affirment tout d'abord qu'ils l'ont confondu avec son client, puis qu'ils ont agi en état de légitime défense, celui-ci ayant tiré sur leur fourgon. Des témoins oculaires contredisent les affirmations des fonctionnaires. Malgré tout, aucune enquête n'est ouverte pour éclaircir les circonstances exactes de la mort de l'avocat. Le témoignage d'un homme affirmant avoir vu les policiers briser la vitre du camion de la victime et lui tirer une balle dans la tête est rejeté, pour cause de délai forclos.Les photos prises par un journal montrant que les impacts de balle sur le fourgon policier sont postérieures aux événements sont rejetées, et les policiers sortent de l'affaire innocentés.
Le 30 mai 2005, le président mexicain a déclaré à des journalistes que la majorité des meurtres de Juarez avait été élucidés et que les coupables étaient derrière les barreaux. Il a critiqué les médias qui selon lui ressassaient toujours les mêmes 300 à 400 meurtres, a relativisé l'ampleur de la série des meurtres et passé sous silence la possible implication de la police ainsi que la corruption éventuelle de la justice. 
Les mères, les familles et amis des victimes se regroupent au sein de l'association NHRC ("Nuestras Hijas de Regreso a Casa" - « Nos filles de retour à la maison »). L'objectif de cette association est d'attirer l'attention sur la situation de Juárez, d'exercer une pression sur le gouvernement et l'opinion publique et de briser ainsi le silence de façon à rendre impossible l'impunité des auteurs. Ses membres demandent que les meurtres non élucidés le soient. À Juárez même, ils sont menacés en raison de leur action.

## Emprisonnements
De nombreuses personnes ont été emprisonnées car considérées comme suspectes impliquées dans ces meurtres en série. On reproche par ailleurs à la police mexicaine de ne pas détenir de preuves sérieuses à l'encontre des suspects et de se retrouver dès lors dans l'obligation de relâcher des personnes potentiellement coupables. On lui reproche également d'avoir obtenu des aveux en ayant recours à la torture, d'avoir falsifié des preuves et même d'avoir kidnappé des femmes. En 2005 le conducteur de bus Víctor Javier García Uribe est déclaré libre à l'occasion d'un procès en appel; auparavant il avait été condamné à 50 ans de prison pour le meurtre de 8 femmes, aveux obtenus sous la torture.
Le premier suspect à avoir été incarcéré était le chimiste égyptien Abdul Latif Sharif. Il avait fui en 1994 à Ciudad Juárez, pour échapper à une expulsion imminente. Il a été reconnu coupable aux USA d'un nombre considérable de violences et viols. Après sa condamnation en 1995 pour le meurtre d'une jeune travailleuse, la police incarcéra 2 groupes de jeunes hommes. Ceux-ci prétendirent que Sharif les avait payés depuis sa cellule de prison, afin que les meurtres en série se poursuivent et qu'il soit ainsi innocenté. Malgré l'incarcération de Sharif et de ses présumés complices, la série continua, ce qui mena à des spéculations si les véritables coupables étaient encore en liberté ou si les nouveaux meurtriers ne faisaient que continuer la série, par simple mimétisme.
En 2003, Christina Escobar Gonsalez fut assassinée. Le coupable fut interpellé au moment où il tentait de charger dans le coffre de sa voiture le corps lacéré et marqué de nombreux sévices. Il prétendit qu'il se trouvait en état de légitime défense lorsqu'il l'avait tuée. Pour cette raison, il ne fut privé de liberté que pour 3 ans - un indice supplémentaire laissant penser que la justice est gangrénée par la corruption.

## Médias
- Señorita Extraviada documentaire de Lourdes Portillo (2001).
- En 2002, le journaliste et écrivain mexicain Sergio González Rodríguez a publié Huesos en el desierto (Des Os Dans Le Désert), récit romancé de sa propre enquête sur les meurtres de Ciudad Juarez. Ses investigations ont d'ailleurs failli lui coûter la vie, puisqu'il a échappé par miracle à un assassinat probablement commandité par des narco-trafiquants, en juin 1999[11].
- En 2005, Zulma Aguiar a réalisé un court documentaire de 9 minutes sur les mères des victimes, intitulé "Juarez Mothers Fight Femicide" (Les mères de Juárez luttent contre les meurtres de femmes).
- En 2007 est sorti le film Les Oubliées de Juarez (avec Jennifer Lopez et Antonio Banderas).
- En 2009 sort le film mexicain El Traspatio de Carlos Carrera avec, dans le rôle principal, l'actrice Ana de la Reguera, qui revient sur les événements de Ciudad Juarez dans le courant de l'année 1996 (fiche du film consultable sur l'IMDB).
- Tori Amos évoque les meurtres dans la chanson Juárez sur son album To Venus and Back paru en 1999.
- Le roman 2666 (1100 pages) de Roberto Bolaño, publié de manière posthume en 2004 est centré sur les meurtres de Ciudad Juárez (Santa Teresa dans le roman). Le roman est divisé en cinq parties, dont Bolaño n'avait achevé que quatre et demi avant sa mort. 2666 décrit l'horreur du XXe siècle à travers une série de personnages dont l'écrivain allemand Archimboldi, qui évoque Thomas Pynchon. Bien que modifiant les noms des lieux et des personnages, Bolaño fournit une description extrêmement détaillée des faits, énumérant dans la quatrième partie du roman (en environ 500 pages) plus de 200 meurtres de femmes survenus entre 1993 et 1997 ainsi que de nombreuses péripéties des enquêtes policières et journalistiques. Il s'inspire notamment des notes recueillies par le journaliste Sergio González Rodríguez, avec lequel il était en contact étroit[réf. nécessaire].
- Eclipse de lune, roman de Rolo Diez Fayard noir
- La chanson Invalid Litter Dept du groupe rock américain At The Drive-In parle des meurtres de Ciudad Juárez.
- Luchadoras de Peggy Adam (édition Atrabile / 2006) est une bande dessinée sur les disparues de Ciudad Juárez.
- La casa de la fuerza de Angélica Liddell est une pièce de théâtre sur les victimes de Ciudad Juárez
- En 2012 Eric Frasiak chante les meurtres de Juarez dans la chanson intitulée Ciudad Juarez, dans l'album Chroniques.
- En 2013, la série The Bridge, dont l'action est située entre El Paso et Ciudad Juarez, évoque à plusieurs reprises les événements dans la saison 1. La fin de la saison évoque beaucoup plus sérieusement le problème notamment lors d'un plan sur un mur aux disparues. Cependant le traitement des événements dans l'œuvre est parfois ressenti comme offensant ou idiot[12]
- En 2014, le projet de film Rambo V, qui n'a pas été concrétisé, avec Sylvester Stallone devait se dérouler à Ciudad Juarez[réf. nécessaire].